# Altar de Zeus (Olimpia)

Plano del Santuario de Olimpia. El altar de Zeus estaba en el nº 16.

El Altar de Zeus fue un lugar de culto dedicado a Zeus. Estaba embutido en medio de un bosque sagrado, el Altis situado en Elis, en el Peloponeso, en el emplazamiento del sitio de Olimpia.
Se levantaba al noroeste del Templo de Zeus Olímpico. Medía unos siete metros de altura y se erigió en el siglo II a. C., con las cenizas de los sacrificios rituales mezcladas con agua del río Alfeo. Según Pausanias, «estaba a casi igual distancia del Pelopio que del templo de Hera y se levanta delante de ambos. Unos dicen que lo construyó Heracles, otros que héroes del lugar posteriores en dos generaciones a Heracles. Está hecho con las cenizas de los muslos de las víctimas sacrificadas a Zeus, lo mismo que el de Pérgamo».
Del «altar de Olimpia el primer escalón, llamado "próthysis", tiene ciento veinticinco pies de perímetro, el segundo treinta y dos y la altura total del altar es de veintidós pies. Las víctimas son sacrificadas en la parte inferior, pero los muslos se llevan a la parte superior y allí se queman». A la "próthysis" se accede mediante escalones de piedra por cada lado; desde ella a la parte superior del altar los escalones son de ceniza. Hasta al "próthysis" pueden subir mujeres y doncellas, pero a la parte superior solo pueden subir los hombres.
«Los particulares hacen sacrificios a Zeus incluso cuando no hay fiesta y los eleos todos los días».
«Cada año los adivinos, en el día 19 del mes de Elafio (marzo), traen la ceniza del Pritaneo, la empapan en agua del Alfeo y cubren con este lodo el altar».
Se conjetura que por traslación de las medidas ofrecidas por Pausanias en pies olímpicos, que a razón de 0,32 m cada pie, el altar comprendería una circunferencia en la base de 40 m y en la cima de 10 m. Su altura sería de 7 m y probablemente podría haber alcanzado 10. Los sacrificios que allí se ofrecían, podrían ser presenciados por 22.000 personas, incluso las mismas que en cualquiera de los otros 69 altares de los que constaba el Santuario estuviesen realizando en ese momento una ofrenda a otra divinidad.
No han quedado restos del Altar. Hay diversas opiniones sobre su desaparición. Para unos la inexistencia de vestigios estaría motivada por la destrucción llevada a cabo por los cristianos en cumplimiento de los edictos anatemizadores de Teodosio I y Teodosio II, sobre todo durante el mandato del este último. Por el contrario Friedrich Adler considera que la desaparición se debería a la los endebles materiales de su construcción (ceniza,, huesos, barro), lo que con el transcurso del tiempo y al caer en desuso el culto, fue el motivo de que su frágil estructura se fuera lentamente desmoronando; la destrucción ordenada por los emperadores cristianos, quizá no constituyó más que otro motivo de los que intervinieron en la destrucción del Altar.
Wilhelm Dörpfeld y Georg Treu, que dirigieron las excavaciones alemanas, dedujeron durante la quita campaña (1879-1880), que en el lugar entonces excavado situado entre el templo de Hera y el Pelopio, podría haber estado en su día el Altar de Zeus. Dijo Treu en su diario de 27 de febrero de 1881:«cada vez más figuras de terracota y bronce, especialmente entre la tierra más negra... casi 200 animales de terracota y muchos fragmentos de figuras humanas... Más de 650 animales de bronce en una semana». por su parte Dörpfeld escribió al investigar el este del pelopio: «la tierra es negra y está llena de restos de carbón y huesos».